# Émetteur de Bolchakovo
 (janvier 2014).
Si vous disposez d'ouvrages ou d'articles de référence ou si vous connaissez des sites web de qualité traitant du thème abordé ici, merci de compléter l'article en donnant les références utiles à sa vérifiabilité et en les liant à la section « Notes et références ».
L'émetteur de Bolchakovo était la plus puissante station militaire de radiodiffusion à moyennes fréquences dans le monde, situé à proximité de Bolchakovo (en russe : Большаково), une localité de l'oblast de Kaliningrad.

## Localisation
L'émetteur de Bolchakovo se trouve à 112 km au nord-est de Kaliningrad et à 1 009 km à l'est de Berlin (distances orthodromiques), sur le territoire le plus occidental de l'ancienne Union soviétique.

## Caractéristiques et utilisation
Les huit mâts haubanés équipés avec des antennes de la cage spéciale (dits ARRT-antennes) sont installés. Les mâts, construits en 1974, sont hauts de 257 m.
Il a été utilisé par La Voix de la Russie pour la diffusion sur les fréquences de 1 116 kHz à moyennes fréquences et 1 386 kHz avec une puissance d'émission maximale constante de 2,5 MW.
En mai 2008, il semble que l'utilisation des deux fréquences mentionnées ait cessé, et la station de Bolchakovo n'est probablement plus utilisée pour les moyennes fréquences. Cependant, il est toujours répertorié comme une station à ondes courtes et moyennes, et peut clairement être entendu jusqu'au Royaume-Uni grâce à une transmission en mode DRM sur 6 155 kHz entre 15 h 0 UTC (Z) et 17 h 0 GMT en semaine. Le Royaume-Uni se trouve pourtant à 1 500 km de Bolchakovo et l'émetteur dirige ses ondes dans une autre direction, décalée de 50 à 60° par rapport à la position du Royaume-Uni.